# Internet Movie Database
Internet Movie Database (IMDb, в переводе с англ. — «Интернет-база фильмов») — веб-сайт со свободно редактируемой и крупнейшей в мире базой данных о кинематографе. По состоянию на конец 2024 года, в базе собрана информация о более чем 22 млн кинофильмов, телесериалов и отдельных их серий, а также о 14 млн персоналий, связанных с кино и телевидением, — актёрах, режиссёрах, сценаристах и других.
С 1998 года базой данных IMDb владеет компания Amazon.com. Почти вся информация IMDb находится в свободном доступе, сайт IMDb.com функционирует на основе свободного программного обеспечения (Apache, Perl и др.). Отрицательные рецензии владельцы иногда удаляют с выгодой для себя.
Одной из главных особенностей IMDb является то, что редактировать информацию в базе данных может любой пользователь Интернета, прошедший регистрацию и модерацию на сайте.

## История
17 октября 1990 года, когда «группа новостей Usenet rec.arts.movies», объединявшая ряд любителей кино, решила проиндексировать свой FAQ, содержавший к тому времени более 19 тысяч статей о примерно 17 тысячах фильмов и телесериалов, — один из основателей IMDb (и нынешний её исполнительный директор) Кол Нидхэм написал ряд Unix-скриптов для организации базы данных кинофильмов. Тогда база называлась «rek.art.movie movie database», название «Internet Movie Database» возникло позднее.
Постепенно база росла и технически совершенствовалась. В 1993 году база появилась во Всемирной паутине на сервере Кардиффского университета в Уэльсе. Уже тогда база была очень популярна в Интернете. В январе 1996 года была образована компания «Internet Movie Database, Ltd», акционерами которой стали разработчики базы. Несмотря на большую популярность, база продолжала оставаться увлечением, хобби — большинство разработчиков базы имели другое постоянное место работы.
Скоро база исчерпала ресурсы университетского сервера и переехала на выделенные серверы в США и Великобритании. Через год выделенных серверов было уже 7, но и этих мощностей оказалось недостаточно. Поддерживать базу стало сложнее, для развития сайта не хватало ресурсов. Несколько компаний предлагали купить IMDb, но энтузиасты базы не доверяли им — эти компании видели в IMDb не уникальный проект для любителей кино, а маркетинговую платформу.
В 1996 году с IMDb связался Джефф Бэзос из компании «Amazon.com». Он предложил купить часть акций IMDb при условии полного сохранения всеобщего бесплатного доступа к ресурсам IMDb. В обмен на инвестиции он хотел для «Amazon.com» лишь право продавать кинопродукцию через сайт IMDb.com. С тех пор началось сотрудничество IMDb и «Amazon.com», благодаря последней были значительно расширены серверные мощности, акционерам «IMDb Ltd» выплачиваются дивиденды, многие энтузиасты IMDb были приняты в штат компании, нанят и новый персонал. На сегодняшний день это один из немногих примеров удачного взаимодействия большого бизнеса и сообщества энтузиастов киноманов-альтруистов.
Многие разделы базы до сих пор в значительной степени наполняются и исправляются добровольцами, аналогично происходящему в вики-проектах; существует система оценок вклада активных участников. IMDb используется как базовый источник информации для кинематографических статей Википедии, однако не признаётся достаточно достоверной для использования её в качестве главного или единственного источника по теме.
В январе 2019 года IMDb запустил бесплатную платформу для потоковой передачи фильмов под названием Freedive. Поддерживаемый рекламой сервис, предлагает голливудские фильмы и телешоу.
Сайт базы IMDb ежемесячно посещают миллионы людей, это один из сорока самых популярных сайтов Всемирной паутины. Однако, чтобы получить более полную информацию о фильме, нужна регистрация на сайте.

## Голосования
Популярной возможностью IMDb являются онлайн-голосования. Любой зарегистрированный посетитель сайта может голосовать за фильмы, выставляя им рейтинг: от 1 («худший фильм») до 10 («шедевр») баллов. Таким образом на IMDb выявлены 250 лучших фильмов всех времён по мнению посетителей, а также 100 худших фильмов. При составлении рейтинга 250 лучших фильмов учитываются голоса не всех голосовавших. Принимаются меры с целью избежать «накрутки» счётчика голосов. В частности, учитываются голоса только постоянно голосующих участников. Имеются отдельные рейтинги фильмов по жанрам, по десятилетиям и пр.

### Лучшие фильмы по версии IMDb
Лучшие 20 фильмов по состоянию на 12 июня 2022 года:
1. Побег из Шоушенка (Фрэнк Дарабонт, 1994)  (2,29M)
2. Крёстный отец (Фрэнсис Форд Коппола, 1972)  (1,58M)
3. Тёмный рыцарь (Кристофер Нолан, 2008)  (2,25M)
4. Крёстный отец 2 (Фрэнсис Форд Коппола, 1974)  (1,1M)
5. 12 разгневанных мужчин (Сидни Люмет, 1957)  (673k)
6. Список Шиндлера (Стивен Спилберг, 1993)  (1,19M)
7. Властелин колец: Возвращение короля (Питер Джексон, 2003)  (1,61M)
8. Криминальное чтиво (Квентин Тарантино, 1994)  (1,79M)
9. Властелин колец: Братство Кольца (Питер Джексон, 2001)  (1,62M)
10. Хороший, плохой, злой (Серджо Леоне, 1966)  (676k)
11. Форрест Гамп (Роберт Земекис, 1994)  (1,76M)
12. Бойцовский клуб (Дэвид Финчер, 1999)  (1,81M)
13. Начало (Кристофер Нолан, 2010)  (2,02M)
14. Властелин колец: Две крепости (Питер Джексон, 2002)  (1,45M)
15. Звёздные войны. Эпизод V: Империя наносит ответный удар (Ирвин Кершнер, 1980)  (1,13M)
16. Матрица (Братья Вачовски, 1999)  (1,9M)
17. Славные парни (Мартин Скорсезе, 1990)  (998k)
18. Пролетая над гнездом кукушки (Милош Форман, 1975)  (900k)
19. Семь (Дэвид Финчер, 1995)  (1,41M)
20. Семь самураев (Акира Куросава, 1954)  (310k)

### Советские и российские фильмы в IMDb
В IMDb включены почти все советские и российские фильмы, сериалы и мультфильмы, при этом, у многих из них довольно высокий рейтинг, но небольшое количество оценок. Необходимые по правилам для попадания в список 250 лучших 25 000 голосов сумели набрать лишь немногие из советских («Сталкер», «Солярис», «Иди и смотри», «Броненосец „Потёмкин“», «Андрей Рублёв», «Зеркало», «Иваново детство») и российских («Ночной Дозор», «Дневной Дозор», «Монгол», «Левиафан», «Возвращение», «Нелюбовь», и другие) фильмов. 19 мая 2021 года в списке 250 лучших находились три советских: «Иди и смотри» на 95-м месте, «Сталкер» на 182-м месте, «Андрей Рублёв» на 234-м месте.
Список лучших советских фильмов по состоянию на 19 мая 2021 года (не менее 1000 оценок):
1. Семнадцать мгновений весны (1973)  (4067)
2. Место встречи изменить нельзя (1979)  (4259)
3. Собачье сердце (1988)  (7084)
4. Приключения Шерлока Холмса и доктора Ватсона: Собака Баскервилей (1981)  (5623)
5. Отец солдата (1964)  (3978)
6. Тот самый Мюнхгаузен (1979)  (3293)
7. Операция «Ы» (1965)  (13k)
8. Джентльмены удачи (1971)  (10k)
9. В бой идут одни старики (1974)  (4090)
10. Приключения Шерлока Холмса и доктора Ватсона: Смертельная схватка (1980)  (1934)
11. Бриллиантовая рука (1968)  (13k)
12. Кавказская пленница (1967)  (7586)
13. Служебный роман (1977)  (8471)
14. 12 стульев (1976)  (3232)
15. Приключения Шерлока Холмса и доктора Ватсона: Сокровища Агры (1983)  (1831)
16. Шерлок Холмс и доктор Ватсон (1979)  (3558)
17. Приключения Шерлока Холмса и доктора Ватсона: Король шантажа (1980)  (1728)
18. Золотой телёнок (1968)  (2638)
19. Приключения Шерлока Холмса и доктора Ватсона: Охота на тигра (1980)  (1635)
20. Человек с киноаппаратом (1929)  (24k)
21. Иван Васильевич меняет профессию (1973)  (15k)
22. Ирония судьбы, или С лёгким паром! (1975)  (8318)
23. 12 стульев (1971)  (6024)
24. Покаяние (1984)  (4019)
25. А зори здесь тихие (1972)  (2520)
26. Гамлет (1964)  (1974)
27. Гостья из будущего (1985)  (1589)
28. Белый Бим Чёрное ухо (1977)  (1286)
29. Дерсу Узала (1975)  (25k)
30. Летят журавли (1957)  (16k)
31. Иди и смотри (1985)  (68k)
32. Восхождение (1976)  (7123)
33. Берегись автомобиля (1966)  (3221)
34. Покровские ворота (1983)  (1809)
35. Баллада о солдате (1959)  (9702)
36. Обыкновенный фашизм (1965)  (1573)
37. Сталкер (1979)  (126k)
38. Солярис (1972)  (87k)
39. Зеркало (1975)  (43k)
40. Андрей Рублёв (1966)  (51k)
41. Иваново детство (1962)  (34k)
42. Ностальгия (1983)  (25k)
43. Кин-дза-дза (1986)  (12k)
44. Москва слезам не верит (1980)  (12k)
45. Любовь и голуби (1985)  (4267)
46. Гараж (1980)  (2256)
47. Д’Артаньян и три мушкетёра (1979)  (2247)
48. Добро пожаловать, или Посторонним вход воспрещён (1964)  (1628)
49. Сибириада (1979)  (1486)
50. Судьба человека (1959)  (2921)
51. Король Лир (1971)  (1095)
52. Тени забытых предков (1965)  (6272)
53. Афоня (1975)  (2285)
54. Осенний марафон (1979)  (1979)
55. Девчата (1961)  (1918)
56. Курьер (1986)  (3796)
57. Я — Куба (1964)  (8460)
58. Приключения Шерлока Холмса и доктора Ватсона: Двадцатый век начинается (1986)  (1661)
59. Они сражались за Родину (1975)  (1519)
60. Белое солнце пустыни (1970)  (6697)
61. Неоконченная пьеса для механического пианино (1977)  (3483)
62. Александр Невский (1938)  (10k)
63. Стачка (1925)  (7283)
64. Октябрь (1927)  (7183)
65. Иван Грозный (1944)  (9264)
66. Холодное лето пятьдесят третьего... (1988)  (1357)
67. Цвет граната (1968)  (9559)
68. Вий (1967)  (6235)
69. Земля (1930)  (5209)

Рейтинг лучших российских фильмов по состоянию на 19 мая 2021 года (не менее 1000 и не более 30000 оценок):
1. Возвращение (2003)  (43k)
2. Утомлённые солнцем (1994)  (15k)
3. Брат (1997)  (19k)
4. Остров (2006)  (12k)
5. Дурак (2014)  (13k)
6. Сибирский цирюльник (1998)  (11k)
7. Брат 2 (2000)  (13k)
8. Кукушка (2002)  (6421)
9. 12 (2007)  (14k)
10. Изгнание (2007)  (7736)
11. Вор (1997)  (4037)
12. Кавказский пленник (1996)  (3570)
13. Легенда № 17 (2013)  (5251)
14. Война (2002)  (4205)
15. Сибирь. Монамур (2011)  (1643)
16. О чём говорят мужчины (2010)  (3807)
17. Русский ковчег (2002)  (20k)
18. Особенности национальной охоты (1995)  (2873)
19. Нелюбовь (2017)  (30k)
20. Итальянец (2005)  (3104)
21. Неадекватные люди (2011)  (2768)
22. День выборов (2007)  (2122)
23. ДМБ (2000)  (1356)
24. Брестская крепость (2010)  (9235)
25. Восток — Запад (1999)  (4068)
26. Географ глобус пропил (2013)  (4834)
27. Ворошиловский стрелок (1999)  (3803)
28. Елена (2011)  (13k)
29. Груз 200 (2007)  (8242)
30. Жмурки (2005)  (6459)
31. 9 рота (2005)  (20k)
32. Дылда (2020)  (9110)

## Жанровая система
Жанры фильмов в IMDb классифицированы следующим образом (в скобках после оригинальных названий дан перевод):
- Action (боевик)
- Adventure (приключенческий фильм)
- Animation (мультфильм)
- Biography (биографический фильм)
- Comedy (кинокомедия)
- Crime (криминальный фильм)
- Documentary (документальное кино)
- Drama (драма)
- Family (семейный фильм)
- Fantasy (фэнтези, сказка)
- Film-Noir (нуар)
- Game-Show (игровое шоу)
- History (исторический фильм)
- Horror (фильм ужасов)
- Music (музыкальный фильм)
- Musical (мюзикл)
- Mystery (детективный фильм)
- News (новости)
- Reality-TV (реалити-шоу)
- Romance (мелодрама)
- Sci-Fi (научно-фантастический фильм)
- Sport (спортивный фильм)
- Talk-Show (ток-шоу)
- Thriller (триллер)
- War (военный фильм)
- Western (вестерн)

## Статистика
По данным на май 2022 года, IMDb насчитывает более 447 161 643 различных наименований.
| Наименование            | Кол-во    |
| ----------------------- | --------- |
| Полнометражные фильмы   | 605 284   |
| Музыкальные видео       | 89 633    |
| Серии подкастов         | 10 956    |
| Эпизоды подкастов       | 1 151 888 |
| Короткометражные фильмы | 862 336   |
| Телефильмы              | 135 661   |
| Телесериалы             | 222 655   |
| Мини-сериалы            | 42 778    |
| Эпизоды телесериалов    | 6 599 775 |

## Alexa Internet
Согласно Alexa.com, веб-сайт imdb.com занимает 63-е место среди самых популярных веб-сайтов в Интернете и является 42-м самым популярным веб-сайтом в Соединённых Штатах.